# Boroneddu
Boroneddu es una localidad italiana de la provincia de Oristán, región de Cerdeña, con 169 habitantes.

## Evolución demográfica
| Gráfica de evolución demográfica de Boroneddu entre 1861 y 2001 |
|                                                                 |
| Fuente ISTAT - elaboración gráfica de Wikipedia                 |